# Списък на реките в Европа (водосборен басейн на Атлантическия океан)
В списъка са описани всички реки над 200 km във водосборния басейн на Атлантическия океан, попадащ на територията на Европа. Освен директно в океана към водосборния басейн на Атлантическия океан, попадат водосборните басейни на осем морета: Азовско, Черно, Егейско, Йонийско, Адриатическо, Тиренско, Лигурийско, Средиземно, Северно и Балтийско.
Списъкът е съставен на следния принцип: океан – море – река – приток от първи порядък – приток от втори порядък и т.н. Пред някои от притоците, от втори порядък нататък, е поставен километърът, на които се влива в главната река, като километрите са отчетени от устието към извора на реката с по-висок порядък в съответствие с „Държавния воден регистър на Русия“ (изключение прави река Рейн, на която отчитането на километрите е от извора към устието). Притоците са подредени от извора към устието на реката от по-голям порядък. Изключения правят тези реки, които не се вливат директно в реката от по-горен порядък, а в някой неин проток, ръкав или близко езеро. Със съответната стрелка са показани кой приток от коя страна на реката се влива: → ляв приток, ← десен приток, считано по посоката на течението на реката с по-голям порядък. След името на съответната река са показани нейната дължина (в km), площта на водосборния ѝ басейн (в km²) и държавата (държавите), през които протича

## Разпределение по басейн
| Водосборен басейн             | Над 1000 км | От 500 до 999 км | От 200 до 499 км | Общо |
| ----------------------------- | ----------- | ---------------- | ---------------- | ---- |
| Азовско море                  | 2           | 4                | 29               | 35   |
| Черно море                    | 4           | 16               | 72               | 92   |
| Егейско море                  | -           | -                | 11               | 11   |
| Йонийско море                 | -           | -                | 1                | 1    |
| Адриатическо море             | -           | 1                | 11               | 12   |
| Тиренско море                 | -           | -                | 1                | 1    |
| Лигурийско море               | -           | -                | 1                | 1    |
| Средиземно море               | -           | 2                | 12               | 14   |
| директно в Атлантически океан | 2           | 6                | 35               | 43   |
| Северно море                  | 2           | 4                | 30               | 36   |
| Балтийско море                | 2           | 8                | 68               | 78   |
| Атлантически океан (общо)     | 12          | 41               | 271              | 324  |

### Азовско море
- Кубан 870 / 57 900 Русия

- → Уруп 231 / 3220 Русия
- → Лаба 214 / 12 500 Русия
- 277 → Белая 273 / 5990 Русия
- 265 → Пшиш 258 / 1850 Русия

- Кирпили 202 / 2650 Русия
- Бейсуг 243 / 5190 Русия
- Ея 311 / 8650 Русия

- Дон 1870 / 422 000 Русия

- 1645 ← Красивая Меча 244 / 6000 Русия
- 1608 ← Сосна (Бистрая Сосна) 296 / 17 400 Русия
- 1403 → Воронеж 342 / 21 600 Русия
- 1197 → Битюг 379 / 8840 Русия
- 823 → Хопьор 979 / 61 100 Русия

- 403 ← Ворона 454 / 13 200 Русия
- 315 ← Савала 285 / 7720 Русия
- 142 → Бузулук 314 / 9510 Русия

- 792 → Медведица 745 / 34 700 Русия

- 308 ← Терса 239 / 8600 Русия

- 108 ← Елан 218 / 2120 Русия

- 604 → Иловля 358 / 9250 Русия
- 456 ← Чир 317 / 9580 Русия

- 218 ← Северский Донец 1053 / 98 900 Русия, Украйна

- 580 → Оскол 472 / 14 800 Русия, Украйна
- 343 → Айдар 264 / 7420 Русия, Украйна
- 117 → Калитва 308 / 10 600 Русия
- 84 → Бистрая 218 / 4180 Русия
- 18 ← Кундруча 244 / 2320 Русия, Украйна

- 165 → Сал 798 / 21 300 Русия
- 99 → Западен Манич 219 / 35 400 Русия

- → Калаус 436 / 9700 Русия
- → Егорлик 448 / 15 000 Русия

- Миус 258 / 6680 Русия, Украйна
- Калмиус 209 / 5070 Украйна
- Салгир 232 / 3750 Русия (или Украйна), на п-ов Крим

### Черно море
- Днепър 2201 / 504 000 Русия, Беларус, Украйна

- ← Друт 295 / 5020 Беларус
- ← Березина 613 / 24 500 Беларус

- ← Свислоч 327 / 5160 Беларус

- → Сож 648 / 42 100 Русия, Беларус, Украйна

- → Остьор 274 / 3490 Русия, Беларус
- → Бесед 261 / 5600 Русия, Беларус
- → Ипут 437 / 10 900 Русия, Беларус

- ← Припят 775 / 114 300 Украйна, Беларус

- → Яселда 242 / 7790 Беларус
- ← Стир 494 / 7790 Украйна, Беларус
- ← Горин 659 / 27 700 Украйна, Беларус

- ← Случ 451 / 13 800 Украйна

- → Случ 228 / 5260 Беларус
- ← Уборт 292 / 5820 Украйна, Беларус
- → Птич 421 / 9470 Беларус
- ← Уж 256 / 8080 Украйна

- ← Тетерев 356 / 15 100 Украйна

- → Десна 1130 / 88 900 Русия, Украйна

- → Болва 213 / 4340 Русия
- ← Судост 208 / 5850 Русия, Украйна
- → Сейм 696 / 27 500 Русия, Украйна
- ← Снов 253 / 8705 Русия, Украйна

- ← Рос 346 / 12 600 Украйна
- → Сула 363 / 9800 Украйна

- ← Удай 327 / 7030 Украйна

- → Псьол 717 / 22 800 Русия, Украйна

- ← Хорол 308 / 3340 Украйна

- → Ворскла 464 / 14 700 Русия, Украйна
- → Орел 346 / 9800 Украйна
- → Самара 311 / 22 600 Украйна

- → Волча 323 / 13 300 Украйна

- ← Ингулец 549 / 13 700 Украйна

- ← Висун 201 / 2670 Украйна

- Ингул 354 / 9890 Украйна
- Южен Буг 806 / 63 700 Украйна
- Днестър 1352 / 72 100 Украйна, Молдова

- Стрий 232 / 3060 Украйна
- Серет 242 / 3900 Украйна
- Збруч 244 / 3395 Украйна
- Реут 286 / 7760 Молдова

- Дунав 2857 / 817 000 Германия, Австрия, Словакия, Унгария, Хърватия, Сърбия, Румъния, България, Молдова, Украйна

- 2496 ← Лех 256 / 3919 Австрия, Германия
- 2412 → Алтмюл 227 / 3258 Германия
- 2282 ← Изар 292 / 8965 Австрия, Германия
- 2225 ← Ин 517 / 26 130 Швейцария, Австрия, Германия

- ← Залцах 225 / 6704 Австрия, Германия

- 2112 ← Енс 254 / 6084 Австрия
- 1880 → Морава 358 / 26 734 Чехия, Словакия, Австрия

- ← Дия 235 / 12 772 Австрия, Чехия

- 1794 ← Раба 250 / 10 400 Австрия, Унгария
- 1766 → Вах 403 / 19 696 Словакия
- 1716 → Хрон 298 / 5453 Словакия
- 1708 → Ипел 233 / 5151 Словакия, Унгария

- 1383 ← Драва 749 / 40 120 Италия, Австрия, Словения, Хърватия, Унгария

- → Мура 434 / 14 109 Австрия, Словения, Хърватия, Унгария

- 1215 → Тиса 966 / 157 186 Украйна, Румъния, Унгария, Сърбия

- → Самош (Сомеш) 418 / 15 015 Румъния, Унгария
- ← Шайо 229 / 12 700 Словакия, Унгария

- ← Хернад (Горнад) 286 / 5500 Словакия, Унгария

- Кьорьош 91 / 27 537 Унгария

- → Кришул Алб 236 / 4240 Румъния, Унгария
- ← Шебеш-Кьорьош 209 / 9119 Румъния, Унгария

- → Муреш 766 / 27 832 Румъния, Унгария

- → Търнава 23 / 6253 Румъния

- → Търнава Маре 223 / 3666 Румъния

- 1170 ← Сава 947 / 97 713 Словения, Хърватия, Босна и Херцеговина, Сърбия

- ← Купа 297 / 10 032 Словения, Хърватия
- ← Уна 212 / 9368 Босна и Херцеговина, Хърватия
- ← Върбас 250 / 5023 Босна и Херцеговина
- ← Босна 271 / 10 810 Босна и Херцеговина
- ← Дрина 346 / 19 570 Черна гора, Босна и Херцеговина, Сърбия

- ← Лим 220 / 5963 Албания, Черна Гора, Сърбия, Босна и Херцеговина

- 1150 → Тимиш 354 / 13 085 Румъния, Сърбия

- 1105 ← Велика Морава 185 / 37 444 Сърбия

- → Западна Морава 184 / 15 849 Сърбия

- ← Ибър 276 / 8059 Черна гора, Косово, Сърбия

- ← Южна Морава 295 / 15 469 Косово, Сърбия

- ← Нишава 218 / 3950 България, Сърбия

- 846 ← Тимок 202 / 4630 Сърбия, България
- 692 → Жиу 331 / 10 070 Румъния
- 637 ← Искър 368 / 8646 България

- 601 → Олт 615 / 24 010 Румъния
- 599 ← Осъм 314 / 2824 България
- 536 ← Янтра 286 / 7862 България
- 530 → Ведя 224 / 5430 Румъния
- 432 → Арджеш 350 / 12 550 Румъния

- → Дъмбовица 237 / 2837 Румъния

- 231 Яломица 414 / 8900 Румъния
- 155 Сирет 726 / 43 960 Украйна, Румъния

- ← Молдова 213 / 4299 Румъния
- ← Бистрица 283 / 7039 Румъния
- → Бърлад 207 / 7330 Румъния
- ← Бузъу 302 / 5264 Румъния

- 134 → Прут 989 / 27 500 Украйна, Молдова, Румъния

- → Жижия 287 / 5770 Украйна, Румъния

- Камчия 46 / 5358 България

- ← Луда Камчия 201 / 1612 България

### Егейско море
- Марица 472 / 53 000 България, Гърция, Турция

- ← Арда 272 / 5795 България, Гърция, Турция
- → Тунджа 390 / 8429 България, Турция
- → Ергене 281 / 11 325 Турция

- Места 273 / 3747 България, Гърция
- Струма 415 / 17 300 България, Гърция
- Вардар 388 / 25 400 Северна Македония, Гърция

- → Брегалница 225 / 4307 Северна Македония
- ← Черна 207 / 5890 Северна Македония

- Бистрица (Алякмон) 322 / ? Гърция
- Пеней (Пиньос) 216 / 10 700 Гърция

### Йонийско море
- Ахелой (Ахилоос) 217 / 6329 Гърция

### Адриатическо море
- Вьоса 280 / 6706 Гърция, Албания
- Семани 85 (с Девол 281) / 5649 Албания
- Дрин 148 (с Бели Дрин 323) / 12 600 Косово, Албания
- Неретва 225 / 5581 Босна и Херцеговина, Хърватия
- Пиаве 220 / 4127 Италия
- Адидже 410 / 14 700 Италия
- По 652 / 71 000 Италия

- ← Танаро 276 / 8234 Италия
- → Тичино 248 / 7228 Швейцария, Италия
- → Ада 313 / 7979 Италия
- → Ольо 270 / 6649 Италия

- Рено 212 / 5040 Италия

### Тиренско море
- Тибър 405 / 17 375 Италия

### Лигурийско море
- Арно 248 / 8228 Италия

### Средиземно море
- Рона 812 / 95 590 Швейцария, Франция

- ← Сона 473 / 29 321 Франция

- → Оньон 214 / 2308 Франция
- → Ду 453 / 7710 Франция, Швейцария

- → Изер 286 / 11 890 Франция
- → Дюранс 324 / 14 225 Франция

- Од 224 / 5327 Франция
- Ебро 928 / 86 800 Испания

- ← Халон 224 / 9338 Испания
- → Сегре 265 / 22 579 Франция, Испания

- Турия 280 / 6394 Испания
- Хукар 498 / 21 579 Испания

- → Кабриел 220 / 4754 Испания

- Сегура 325 / 14 936 Испания

### Директно вАтлантически океан
- Гуадалкивир 657 / 56 978 Испания

- → Хенил 358 / 8278 Испания

- Гуадиана 778 / 67 733 Испания, Португалия

- → Сухар 214 / 8508 Испания

- Тахо (Тежу) 1007 / 80 600 Испания, Португалия

- ← Алагон 205 / ? Испания
- ← Зезери 242 / 5043 Португалия

Мондегу 220 / 6772 Португалия
- Дуеро 897 / 97 290 Испания, Португалия

- ← Писуерга 283 / 15 828 Испания
- ← Есла 285 / 16 163 Испания
- → Тормес 247 / 7096 Испания

- Миньо 340 / 22 500 Испания, Португалия

- → Сил 238 / 7982 Испания

- Адур 308 / 16 912 Франция

- Гарона 647 / 56 000 Испания, Франция

- ← Тарн 381 / 15 700 Франция

- ← Аверон 291 / 5300 Франция

- ← Ло 485 / 11 254 Франция

- Дордон 486 / 23 957 Франция

- ← Везер 211 / 3736 Франция
- ← Ил 255 / 7510 Франция

- Шарант 381 / 9855 Франция

- Лоара 1012 / 117 480 Франция

- 556 → Алие 421 / 14 321 Франция
- 244 → Шер 368 / 13 920 Франция
- 217 → Ендър 279 / 3280 Франция
- 208 → Виен 372 / 21 161 Франция

- 44 ← Крьоз 264 / 10 279 Франция

- 147 ← Мен 12 / 21 194 Франция

- 15 → Сарт 313 / 16 374 Франция

- 16 → Лоар 311 / 7925 Франция

- 15 ← Майен 202 / 5820 Франция

- Вилен 218 / 9600 Франция

- Сена 776 / 78 650 Франция

- ← Об 248 / 4660 Франция
- → Йона 293 / 10 887 Франция
- ← Марна 514 / 12 920 Франция
- ← Оаз 341 / 16 667 Белгия, Франция

- → Ен 356 / 7939 Франция

- → Йор 229 / 6017 Франция

- Сома 245 / 6550 Франция
- Севърн 354 / 11 420 Великобритания
- Уай 215 / 4136 Великобритания
- Шанън 361 / 16 865 Ирландия

### Северно море
- Трент 298 / 15 300 Великобритания
- Грейт Уз 230 / 8380 Великобритания
- Темза 336 / 12 935 Великобритания
- Шелда 430 / 35 500 Франция, Белгия, Нидарландия

- → Лейе 202 / 3910 Франция, Белгия

- Маас 925 / 36 000 Франция, Белгия, Нидерландия

- ← Семуа 210 / 1350 Белгия, Франция

- Рейн 1233 / 185 300 Швейцария, Лихтенщайн, Австрия, Германия, Франция, Нидерландия

- 102 → Аар 288 / 17 720 Швейцария
- 311 → Ил 217 / 4761 Франция
- 428 ← Некар 362 / 13 934 Германия
- 497 ← Майн 527 / 27 292 Германия
- 586 → Лан 246 / 5925 Германия
- 592 → Мозел 544 / 28 153 Франция, Люксембург, Германия

- Саар 235 / 7431 Франция, Германия

- 780 ← Рур 219 / 4485 Германия
- 814 ← Липе 220 / 4890 Германия

- Емс 371 / 13 160 Германия
- Везер 451 / 45 792 Германия

- → Фулда 220 / 6947 Германия
- ← Вера 300 / 5497 Германия
- ← Алер 260 / 15 721 Германия

- ← Лайне 278 / 6517 Германия

- Елба 1094 / 148 268 Чехия, Германия

- → Вълтава 430 / 28 090 Чехия

- ← Лужнице 208 / 4235 Австрия, Чехия
- ← Сазава 225 / 4350 Чехия

- → Охрже 316 / 5614 Германия, Чехия
- → Зале 413 / 24 167 Германия

- ← Вайсе Елстер 257 / 5154 Чехия, Германия

- ← Хафел 334 /24 096 Германия

- → Шпрее 382 / 10 100 Германия

- ← Елде 208 / 2990 Германия

- Глома 621 / 41 965 Норвегия

- ← Логен 204 / 11 459 Норвегия
- Бегна 213 / 4875, Норвегия

- Логен 359 / 5554 Норвегия
- Ниделва 222 / 4015 Норвегия
- Отра 247 / 3752 Норвегия

### Балтийско море
- Одер (Одра) 866 / 118 890 Чехия, Полша, Германия

- → Бубър 272 / 5876 Полша
- → Ниса Лужицка 254 / 4297 Чехия, Полша, Германия
- ← Варта 808 / 54 529 Полша

- → Просна 227 / 4917 Полша
- ← Нотеч 391 / 17 302 Полша

- Висла 1047 / 198 500 Полша

- ← Дунаец 247 / 6804 Полша, Словакия
- ← Сан 433 / 16 861 Украйна, Полша

- → Вислок 205 / 3528 Полша

- ← Вепш 303 / 10 415 Полша
- → Пилица 319 / 8341 Полша
- ← Западен Буг 831 / 73 470 Украйна, Беларус, Полша

- ← Нарев 438 / 28 000 Беларус, Полша
- ← Вкра 249 / 5322 Полша

- ← Дървенца 207 / 5536 Полша
- → Бърда 238 / 4627 Полша

- Преголя 123 / 15 500 Литва, Русия

- 72 → Лава 298 / 7130 Полша, Русия

- Неман 937 / 98 200 Беларус, литва, Русия

- ← Березина 226 / 4000 Беларус
- → Шчара 325 / 9990 Беларус
- ← Мяркис 206 / 4440 Беларус, Литва
- ← Вилия (Нярис) 510 / 24 942 Беларус, Литва

- ← Швянтойи 249 / 6890 Литва

- ← Нявежис 210 / 6140 Литва
- 85 → Шешупе 298 / 6150 Ливта, Русия
- ← Миния 213 / 2980 Литва

- Вента (Вянта) 346 / 11 811 Литва, Латвия

- Западна Двина 1020 / 87 900 Русия, Беларус, Латвия

- → Межа 259 / 9080 Русия

- Гауя 459 / 8900 Латвия, Естония
- Нарва 77 / 56 200 Русия, Естония

Чудско-Псковско езеро
- Великая 430 / 25 200 Русия
- Емайъги 218 / 9960 Естония
- Плюса 281 / 6550 Русия

- Луга 353 / 13 200 Русия

- Нева 74 / 281 000 Русия

Езеро Илмен
- Шелон 248 / 9710 Русия
- Ловат 530 / 21 900 Беларус, Русия

- 192 ← Куня 236 / 5143 Русия

- Пола 267 / 7420 Русия
- Мста 445 / 23 300 Русия

Ладожко езеро
- Волхов 224 / 80 200 Русия
- Свир 224 / 84 400 Русия

- 15 → Оят 266 / 5220 Русия
- 8 → Паша 242 / 6650 Русия

- Сяс 260 / 7330 Русия

Онежко езеро
- Суна 280 / 7670 Русия

- Кюмийоки 204 / 37200 Финландия
- Ийоки 370 / 14 191 Финландия
- Кемийоки 550 / 51 127 Финландия

- ← Китинен 278 / 7570 Финландия

- → Луйройоки 227 / ? Финландия

- ← Оунасйоки 300 / 13 968 Финландия

- Турнеелвен (Торниойоки) 565 / 40 200 Швеция, Финландия

- → Лайниоелвен 266 / ? Швеция
- → Муониоелвен (Муониойоки) 333 / 14 430 Финландия, Швеция

- Каликселвен 461 / 18 130 Швеция
- Рьонеелвен 210 / 4207 Швеция
- Люлеелвен 450 / 25 240 Швеция
- Питеелвен 400 / 11 285 Швеция
- Бюскеелвен 215 / 3662 Швеция
- Шелефтеелвен 410 / 11 731 Швеция
- Умеелвен 470 / 26 815 Швеция

- → Винделелвен 445 / 12 650 Швеция

- Йореелвен 225 / 3029 Швеция
- Ийдеелвен 225 / 3442 Швеция
- Онгерманелвен 460 / 31 864 Норвегия, Швеция

- → Воймон 225 / 3543 Норвегия, Швеция
- ← Факселвен 340 / 22 500 Швеция

- Индалселвен 430 / 26 727 Швеция
- Юнган 399 / 12 851 Швеция
- Юснан 439 / 19 828 Швеция
- Далелвен 220 / 28 954 Швеция

- → Вестердалелвен 315 / 8640 Швеция
- ← Йостердалелвен 300 / 12 430 Швеция

- Емон 229 / 4472 Швеция
- Лаган 244 / 6452 Швеция
- Нисан 200 / 2685 Швеция
- Етран 243 / 3342 Швеция
- Гьотаелвен 95 / 50 229 (изтича от езерото Венерн) Швеция

- Кларелвен 460 / 11 820 (влива се в езерото Венерн) Норвегия, Швеция